# Geografia Somaliei
Somalia este situată în Cornul Africii (nord-estul Africii; sau Peninsula Somali) având Golful Aden la nord și Oceanul Indian la est. Se învecinează cu Etiopia la vest, cu Djibouti la nord-vest și cu Kenya la sud-vest. Somalia are cea mai lungă linie de coastă de pe continent.